# Tomasz Nocznicki

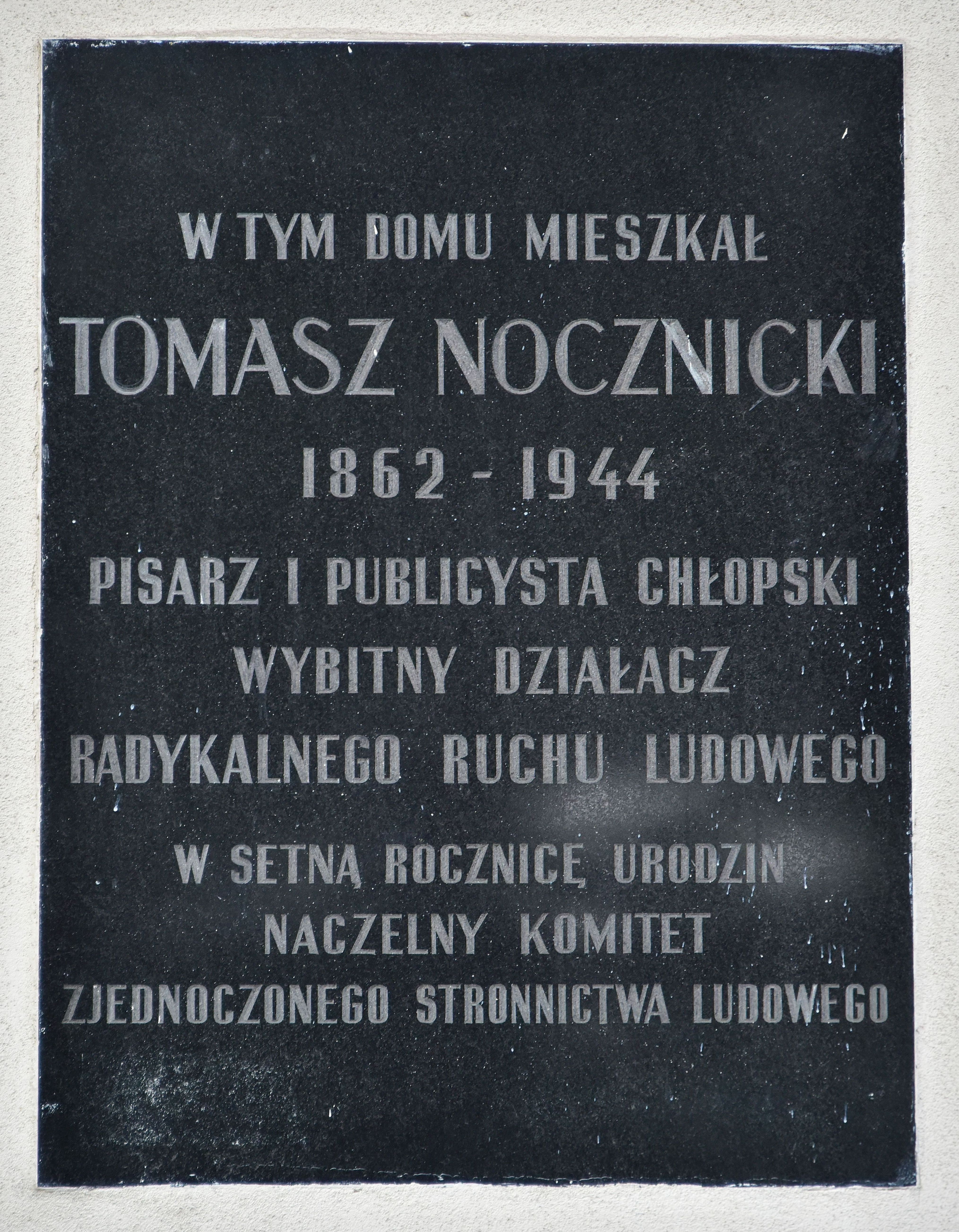
Tablica upamiętniająca Tomasza Nocznickiego przy ul. Krasińskiego 10 w Warszawie

Tomasz Nocznicki, ps. Paweł spod Grójca, Tomasz Wiejski (ur. 20 lub 28 grudnia 1862 w Warszawie, zm. 3 listopada 1944 w Słomnikach) – polski działacz ruchu ludowego i niepodległościowego, publicysta, współzałożyciel „Zarania”, poseł na Sejm i senator. Minister bez teki w rządzie Jędrzeja Moraczewskiego.

## Dzieciństwo i młodość
Nie znał swoich rodziców. Wychowywali go przybrani rodzice Magdalena i Karol Jóźwikowie z Czesinowa. W latach 1870–1872 uczęszczał do szkółki wiejskiej w Lipiu. Na ukształtowanie jego osobowości wpłynęli nauczyciel Kazimierz Dzierzbicki i ksiądz Roch Wójcicki. Po śmierci przybranych rodziców pracował jako pomocnik fornala w podgrójeckim folwarku, następnie u inżyniera drogowego w Grójcu i na poczcie. W latach 1883–1886 odbył służbę wojskową w 35 brygadzie artylerii pieszej w Rostowie w guberni jarosławskiej – awansowany na podoficera, a następnie starszego podoficera. Następnie służył do 1891 w garnizonie w Grójcu. Po wystąpieniu z wojska był kierownikiem miejscowego klubu urzędniczego. W latach 1894–1895 prowadził sklep; najpierw w Korolewie (pow. grójecki), potem w Belsku.

## Działalność
W 1895 nawiązał kontakt z redaktorem „Zorzy”, Maksymilianem Malinowskim, pod którego wpływem przystąpił do Ligi Narodowej, będąc w latach 1904–1906 jej członkiem i angażując się w prace oświatowe wśród ludności wiejskiej. Podczas rewolucji 1905 zaangażowany był w akcję polonizacji gmin w powiecie grójeckim, przez co został aresztowany i był więziony w Grójcu. Po wyjściu z więzienia współdziałał z siewbiarzami. Jego poglądy w tym czasie mocno się zradykalizowały. W 1907 r. był współzałożycielem czasopisma „Zaranie”. Jako przedstawiciel ruchu zaraniarskiego uważał, że cały ruch ludowy powinien przede wszystkim walczyć o oświatę dla ludu oraz o pełny dostęp do nauki dla wszystkich dzieci wiejskich. Jego słowa z 1908 r.:

Ucz się chłopie, bo jeśli nie będziesz się uczył, to będziesz głupi, to cię po wiek wieków będą wyzyskiwali, a ty się będziesz upadlał, i różnych niewiele wartych, a nieraz – z przeproszeniem – błaznów całował po rękach i tytułował ich aż wielmożnymi.

W latach 1909–1914 był prezesem Towarzystwa Kółek Rolniczych im. Stanisława Staszica. W 1915 współzakładał Polskie Stronnictwo Ludowe „Wyzwolenie” w Królestwie Polskim, którego był pierwszym prezesem do 1916 r. Członek Centralnego Komitetu Narodowego w Warszawie (XII 1915 – V 1917). Następnie był członkiem Komisji Sejmowo-Konstytucyjnej Tymczasowej Rady Stanu. Był ministrem bez teki w rządzie Jędrzeja Moraczewskiego.
W 1922–1927 był posłem na Sejm I kadencji, a w latach 1928–1930 senatorem II kadencji, wybranym z listy PSL „Wyzwolenie” w województwie warszawskim. Od 1931 należał do Stronnictwa Ludowego.

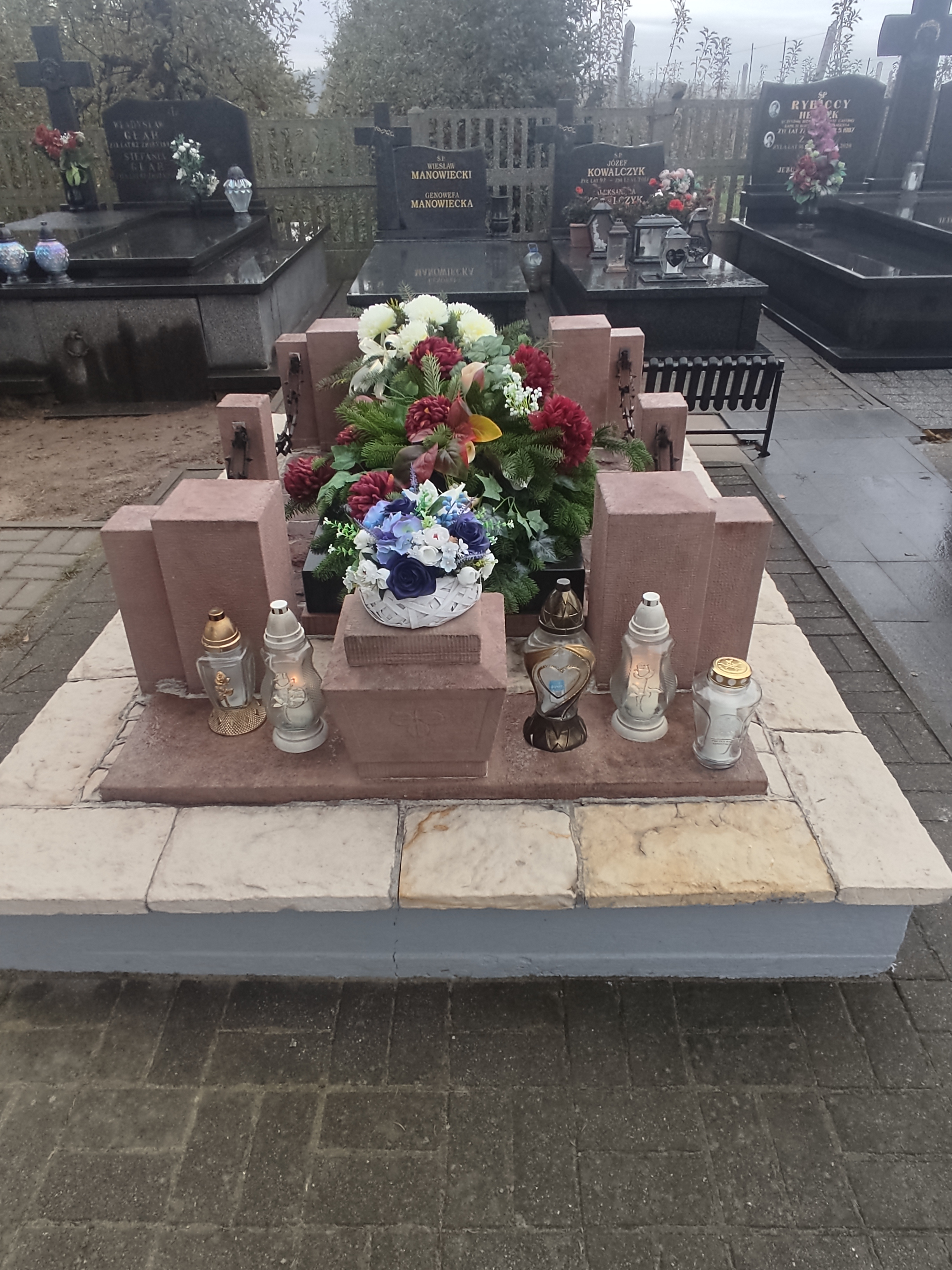
Grób Tomasza Nocznickiego

Zmarł w szpitalu w Słomnikach, do których został wysiedlony przez Niemców z Warszawy po upadku powstania. Pochowany na miejscowym cmentarzu, w październiku 1947 został ekshumowany na cmentarz w Lipiu.

## Ordery i odznaczenia
- Wielka Wstęga Orderu Odrodzenia Polski (pośmiertnie, 6 października 1947)[10]
- Krzyż Komandorski Orderu Odrodzenia Polski (10 listopada 1938)[11]
- Krzyż Niepodległości (19 czerwca 1938)[12]
- Złoty Krzyż Zasługi (17 lutego 1938)[13]

## Upamiętnienie
- W 1960 imieniem Tomasza Nocznickiego nazwano ulicę w Warszawie[14].
- W 1962 na ścianie budynku przy ul. Krasińskiego 10 w Warszawie odsłonięto tablicę upamiętniającą Tomasza Nocznickiego[15].
- Poczta Polska wyemitowała 26 lipca 1985 r. znaczek pocztowy z podobizną Tomasza Nocznickiego o nominale 10 złotych, w serii Przywódcy ruchu ludowego. Autorem projektu znaczka był Jacek Konarzewski. Znaczek pozostawał w obiegu do 31 grudnia 1994[16].
- Ulica Tomasza Nocznickiego znajduje się w Zabrzu w dzielnicy Centrum.